# Starý Hrádok
Starý Hrádok (Hongaars: Kisóvár) is een Slowaakse gemeente in de regio Nitra, en maakt deel uit van het district Levice.
Starý Hrádok telt 191 inwoners.